# ستيف ويت
ستيف ويت (بالإنجليزية: Steve Witt)‏ هو لاعب دوري الرغبي أسترالي، ولد في 10 يونيو 1982 في توومبا في أستراليا.